# باودیلیو خاورگی
باودیلیو خاورگی (اسپانیایی: Baudilio Jáuregui‎؛ زادهٔ ۹ ژوئیهٔ ۱۹۴۵) بازیکن فوتبال اهل اروگوئه بود.
از باشگاه‌هایی که در آن بازی کرده‌است می‌توان به باشگاه فوتبال ریور پلاته و باشگاه ورزشی دفنسور اشاره کرد.
وی همچنین در تیم ملی فوتبال اروگوئه بازی کرده‌است.